# Carl Verheijen

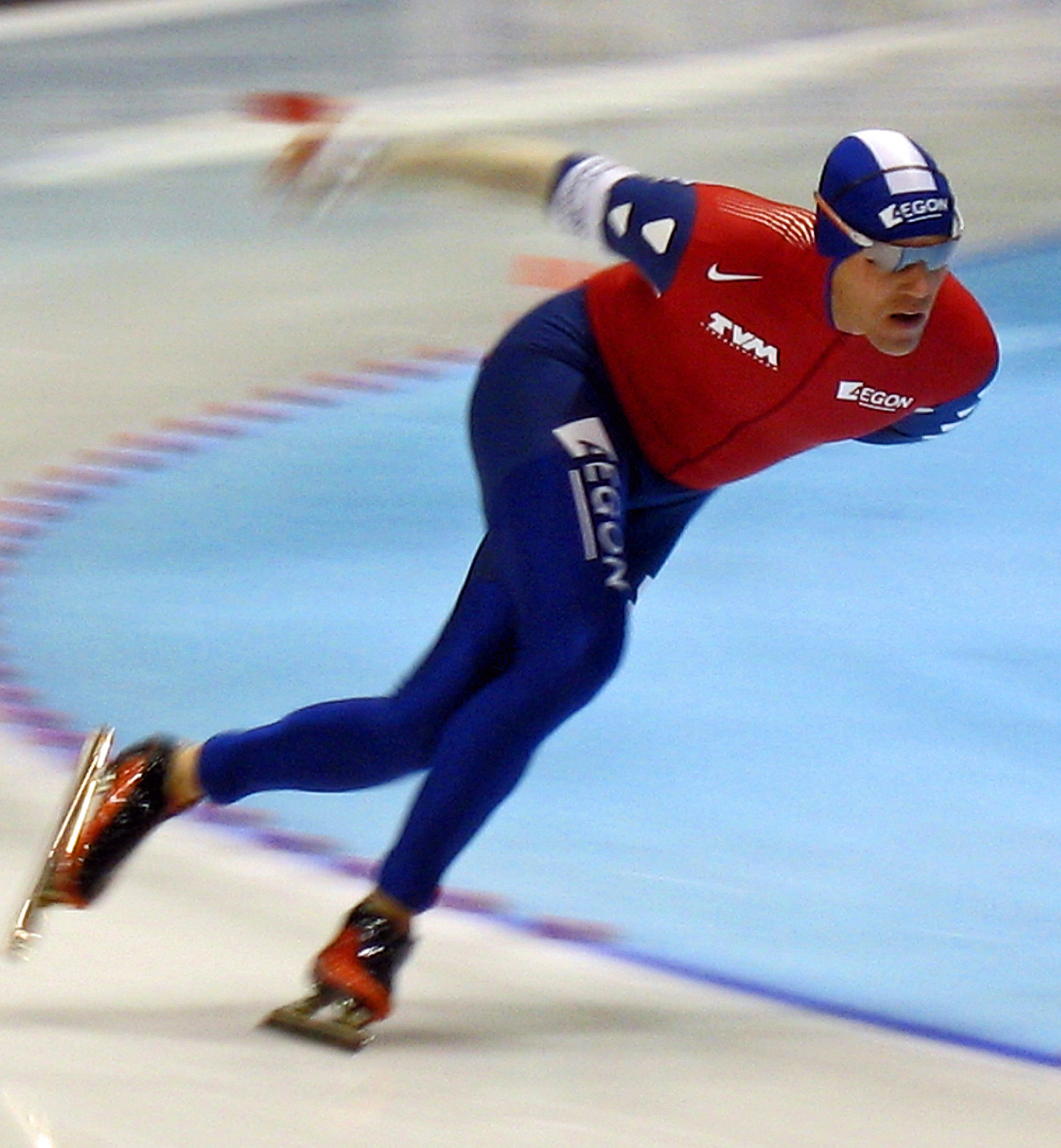
Verheijen beim Weltcup in Heerenveen (November 2008)

Carl Eduard Verheijen (* 26. Mai 1975 in Den Haag) ist ein ehemaliger niederländischer Eisschnellläufer.
Bei den Olympischen Spielen 2006 in Turin gewann der Spezialist für 5000 und 10.000 Meter Bronze in der Team-Verfolgung und Bronze über 10.000 Meter.

## Erfolge
- 2005
  - Goldmedaille in der Team-Verfolgung bei der Einzelstreckenweltmeisterschaft zusammen mit Erben Wennemars und Mark Tuitert
  - Silbermedaille über 10.000 m bei der Einzelstreckenweltmeisterschaft in Inzell
  - Bronzemedaille 5000 m bei der Einzelstreckenweltmeisterschaft in Inzell

- 2004
  - Goldmedaille 10.000 m bei der Einzelstreckenweltmeisterschaft in Seoul
  - Silbermedaille 5000 m bei der Einzelstreckenweltmeisterschaft in Seoul
  - Bronzemedaille bei den Allround-Weltmeisterschaften in Hamar
  - Silbermedaille Allround-Europameisterschaften in Heerenveen

- 2003
  - Silbermedaille 10.000 m Allround-Weltmeisterschaften in Berlin
  - Bronzemedaille 5000 m Allround-Weltmeisterschaften in Berlin

- 2002
  - Silbermedaille Allround-Europameisterschaften in Erfurt

- 2001
  - Silbermedaille 5000 m bei den Allround-Weltmeisterschaften in Salt Lake City
  - Goldmedaille 10.000 m bei den Allround-Weltmeisterschaften in Salt Lake City

## Persönliche Bestzeiten Eisschnelllauf
| Distanz  | Zeit     | Datum             | Ort                     |
| -------- | -------- | ----------------- | ----------------------- |
| 500 m    | 36,99    | 28. Februar 2007  | Calgary, Kanada         |
| 1000 m   | 1:12,75  | 19. Dezember 2005 | Heerenveen, Niederlande |
| 1500 m   | 1:45,78  | 24. Februar 2007  | Calgary, Kanada         |
| 3000 m   | 3:39,52  | 4. November 2005  | Calgary, Kanada         |
| 5000 m   | 6:08,98  | 18. November 2005 | Salt Lake City, USA     |
| 10.000 m | 12:55,30 | 9. Februar 2007   | Heerenveen, Niederlande |

(Stand: 21. November 2009)

## Weltcup-Platzierungen
| Platzierung | 100 m | 500 m | 1000 m | 1500 m | 5000 m | 10.000 m | Team |
| ----------- | ----- | ----- | ------ | ------ | ------ | -------- | ---- |
| 1. Platz    |       |       |        |        | 4      | 2        | 5    |
| 2. Platz    |       |       |        |        | 9      | 2        | 1    |
| 3. Platz    |       |       |        |        | 12     | 3        | 1    |
| Top 10      |       |       |        | 8      | 14     | 5        |      |

(Stand: 21. November 2009)